# Sanford River
Der Sanford River  ist ein Fluss im Westen des australischen Bundesstaates Western Australia.

## Geographie
Der Fluss entspringt unterhalb des Gnooloo Hill westlich des Lake Austin  und fließt nach Westen. Nördlich der Siedlung Billabalong mündet er in den Murchison River.

### Nebenflüsse mit Mündungshöhen
Er hat folgende Nebenflüsse:
- Gunnethera Creek – 385 m
- Choallie Creek – 372 m
- Ilkabiddy Creek – 369 m
- Tura Brook – 354 m
- Bingangwah Brook – 340 m
- Bindangwah Creek – 335 m
- Kunbun Brook – 302 m
- McNab Creek – 270 m

### Durchflossene Seen
Er durchfließt folgende Seen:
- Charbanoo Pool – 260 m